# Qatari League 2008-2009
La Qatar Stars League 2009-2010  è la 36ª edizione della massima competizione nazionale per club del Qatar, la squadra campione in carica è l'Al-Gharafa.
Alla competizione prendono 10 squadre.

## Classifica
|    | Team           | Pt | G  | V  | N  | P  | GF | GS | DR  |
| -- | -------------- | -- | -- | -- | -- | -- | -- | -- | --- |
| 1  | Al-Gharafa     | 56 | 27 | 17 | 5  | 5  | 56 | 33 | +23 |
| 2  | Al-Sadd        | 52 | 27 | 15 | 9  | 3  | 60 | 25 | +35 |
| 3  | Al-Rayyan      | 52 | 27 | 15 | 7  | 5  | 62 | 35 | +27 |
| 4  | Qatar SC       | 43 | 27 | 11 | 10 | 6  | 42 | 36 | +6  |
| 5  | Al-Khor        | 40 | 27 | 9  | 13 | 5  | 38 | 28 | +10 |
| 6  | Umm-Salal      | 35 | 27 | 9  | 8  | 10 | 46 | 45 | +1  |
| 7  | Al-Arabi       | 29 | 27 | 8  | 5  | 14 | 37 | 51 | -14 |
| 8  | Al-Wakrah      | 27 | 27 | 8  | 3  | 16 | 32 | 56 | -24 |
| 9  | Al-Sailiya     | 20 | 27 | 5  | 5  | 17 | 31 | 58 | -24 |
| 10 | Al-Kharitiyath | 15 | 27 | 3  | 6  | 18 | 19 | 59 | -40 |

## Marcatori
| Gol |  |  | Giocatore                | Squadra    |
| --- |  |  | ------------------------ | ---------- |
| 25  |  |  | Magno Alves              | Umm-Salal  |
| 21  |  |  | Leonardo Pisculichi      | Al-Arabi   |
| 20  |  |  | Clemerson                | Al-Gharafa |
| 19  |  |  | Sebastián Soria          | Qatar SC   |
| 19  |  |  | Amara Diané              | Al-Rayyan  |
| 15  |  |  | Khalfan Ibrahim          | Al-Sadd    |
| 13  |  |  | Opoku Agyemang           | Al-Sadd    |
| 11  |  |  | Pascal Feindouno         | Al-Sadd    |
| 11  |  |  | Amad Al Hosni            | Al-Rayyan  |
| 11  |  |  | Sayed Mohamed Adnan      | Al-Khor    |
| 11  |  |  | Jean-Emmanuel Effa Owona | Al-Sailiya |
| 10  |  |  | Fernandão                | Al-Gharafa |
| 10  |  |  | Moumouni Dagano          | Al-Khor    |
| 10  |  |  | Anouar Diba              | Al-Wakrah  |